# Toxoniella rogoae
Toxoniella rogoae is een spinnensoort uit de familie Gallieniellidae. De soort komt voor in Kenia.